# Pierre François Chavaneau
Pierre François Chavaneau, nascut a Nontron, Dordonya, el 1754 i traspassat el 1842, va ser un químic, físic i matemàtic francès que desenvolupà la seva carrera a Espanya. Ideà el primer mètode de purificació del platí.

## Biografia
Encara que va començar estudis en teologia, va abandonar-los per les seves polèmiques idees i va prosseguir estudiant matemàtiques. A l'edat de dèsset anys va ser nomenat professor de matemàtiques a Passy, i després va continuar la seva formació en física i química.
Chavaneau és un dels deixebles d'Hilaire Marin Rouelle en el Jardí du Roi de París, junt amb un altre notable químic, Joseph Louis Proust. Chavaneau i Proust varen entrar en aquella època en contacte amb Fausto de Elhúyar, que estudiava amb Rouelle entre 1772 i 1777. A través d'Eugenio Izquierdo, Chavaneau va començar a impartir classes particulars de física i francès a diversos pensionats espanyols a París. Quan la Real Societat Bascongada d'Amics del País, la més antiga de les societats econòmiques d'Espanya, va decidir en 1778 establir en el Real Seminari Patriòtic de Vergara unes càtedres de química, metal·lúrgia i mineralogia, varen ser ocupades per Proust, Chavaneau i Elhúyar, respectivament.
El descobriment del mètode de purificació del platí li va valdre a Chavaneau una invitació per a traslladar-se a Madrid i dirigir la Casa de la Platina, fundada amb anterioritat, en 1757, i convertida en el modern Laboratori de la Platina, amb la missió de purificar el platí que arribara d'Amèrica i formar nous químics, establint el monopoli del nou metall i amb la prohibició de divulgar els mètodes de purificació.
En 1787 la Secretaria d'Índies decidix fundar el seu propi centre, i crea el Laboratori de Química Metal·lúrgica, del qual Chavaneau es convertix en director, així com en catedràtic de la Reial Escola de Mineralogia de Madrid.

## Obra
Durant la seva permanència en Vergara, Chavaneau, amb l'ajut de Faust Elhúyar, i davall els auspicis del seu patró i protector, el comte d'Aranda, ministre de Carles III, va recopilar i publicar alguns treballs d'anàlisi d'aigües emprant els procediments de Torbern Bergman, i especialment va desenvolupar i patentar el primer mètode de purificació i separació de platí dels seus compostos a partir d'una aigua règia de concentració adequada, que dissolia el platí sense atacar a altres metalls del seu grup, i aconseguint finalment en 1783 un lingot de metall mal·leable. Amb el platí obtingut es van encunyar medalles commemoratives i es va fabricar un calze que va ser presentat al papa Pius VI.
En 1790 va aparèixer a Madrid l'obra de Chavanaeu Elements de Ciències Naturals, de la qual només va arribar a publicar-se el primer volum. Chavaneau va dirigir fins a 1799, any del seu tornada a França, el laboratori del ministeri d'Hisenda, fins que es va unificar amb el d'Estat en el Laboratori Reial de Madrid, lloc sota la direcció de Proust.